# The Rescue (Doctor Who)
The Rescue é o terceiro serial da 2.ª temporada clássica da série de televisão de ficção científica britânica Doctor Who, que foi transmitida pela primeira vez em duas partes semanais em 2 de janeiro e 9 de janeiro de 1965 na BBC1. Foi escrito pelo editor de histórias expansivas David Whitaker e dirigido por Christopher Barry.
No arco, os viajantes do tempo, Doutor (William Hartnell), Ian Chesterton (William Russell) e Barbara Wright (Jacqueline Hill) fazem amizade com Vicki (Maureen O'Brien), uma menina órfã abandonada no planeta Dido que está sendo ameaçada por um aparente nativo de Dido chamado Koquillion (Ray Barrett) enquanto aguardava o resgate.
The Rescue foi produzido em um bloco de seis episódios com The Romans e foi a primeira história produzida no segundo bloco de produção de Doctor Who. Os ensaios e gravações ocorreram de 30 de novembro a 11 de dezembro de 1964, inteiramente em estúdio. Os dois episódios foram assistidos por 12 e 13 milhões de telespectadores no Reino Unido, respectivamente, e receberam revisões positivas dos críticos, que elogiam a narrativa baseada em personagens, embora os furos tenham sido notados. Ambos os episódios de The Rescue foram mantidos nos arquivos da BBC, e a história foi novelizada e lançada em VHS e DVD. O arco é notável como a primeira aparição de O'Brien como a companheira Vicki.

## Enredo
O Doutor, Ian e Barbara ainda estão perdendo a neta do Doctor, Susan, quando a TARDIS pousa em um planeta que o Doutor eventualmente reconhece como Dido, um mundo que ele visitou antes. O trio logo encontra dois sobreviventes de um acidente espacial, Vicki e Bennett, que estão aguardando uma nave de resgate que deve chegar em três dias. Vicki e Bennett vivem com medo de Koquillion, um habitante bípede de Dido, que está pela área. Koquillion encontra os viajantes do tempo e ataca, empurrando Barbara sobre um penhasco e temporariamente prendendo Ian e o Doutor. Vicki encontra Barbara ferida e resgata ela de Koquillion, e eles compartilham reminiscências. O pai de Vicki estava entre aqueles que morreram quando os sobreviventes do acidente, exceto Bennett e Vicki, foram atraídos para a morte pelos nativos de Dido. No entanto, quando Ian e o Doctor chegam à nave, os ânimos estão cheios porque Barbara confundiu a Besta da Areia com uma ameaça e a matou.
O Doutor entra no quarto de Bennett e descobre que as coisas não são como parecem. O supostamente aleijado Bennett está desaparecido e um gravador esconde sua ausência. Ele encontra um alçapão no chão da cabana e segue para um templo esculpido na rocha onde ele desmascara Koquillion como Bennett. Bennett revela que matou um tripulante a bordo da nave e foi preso, mas a nave caiu antes que o crime pudesse ser transmitido por rádio para a Terra. Foi ele quem matou os sobreviventes do acidente e os nativos de Dido para cobrir seu crime. Ele tem usado o codinome de Koquillion para que Vicki apoiasse sua história, e esperava que o planeta fosse destruído quando sua versão dos eventos fosse dada. Assim como Bennett está prestes a matar o Doutor, dois sobreviventes nativos de Dido chegam e forçam Bennett a morrer por causa de uma saliência. Eles então param o sinal para impedir que a nave de resgate chegue ao seu planeta. Sem família viva e sem nada para ela em Dido, Vicki é bem-vinda a bordo da TARDIS.

## Produção
The Rescue foi escrito como uma história curta para apresentar Vicki como a nova companheira, substituindo Carole Ann Ford (Susan) quando a Ford decidiu deixar a série, e é, portanto, mais dirigida ao personagem do que qualquer coisa que a precedeu. Vicki foi uma substituto para a neta do Doutor, Susan (Carole Ann Ford). Em contraste com Susan, Vicki é uma órfã da Terra do futuro; a equipe de produção considerou muitos nomes daqui, alguns deles estranhos como "Lukki" e "Tanni". O criador de Doctor Who, Sydney Newman, disse à atriz Maureen O'Brien que eles estavam considerando que ela cortasse o cabelo e tingisse de preto. O'Brien recusou, dizendo: "Por que você não pega a Carole Ann Ford de volta?"
The Rescue é a primeira história de Dennis Spooner como editor de roteiros, embora ele não esteja listado nos créditos porque ele tinha pouco a fazer, já que grande parte do trabalho foi dado ao seu antecessor, David Whitaker, e assim ele não é creditado. A história foi encomendada em 1 de novembro de 1964, um dia depois de seu contrato com a BBC para o cargo de editor de roteiro ter expirado. Os roteiros foram entregues em 10 de novembro. No rascunho original de Whitaker, intitulado Doctor Who and Tanni, após um dos nomes originais de Vicki, existem algumas diferenças em relação à versão de transmissão. Bennett foi mais indelicado com Vicki. Notavelmente, Koquillion tinha um dispositivo de "tocha", que ele usou para paralisar Ian ao se encontrar e interrogá-lo e Barbara no primeiro episódio. Ele hipnotizou Ian e Barbara e tentou convencê-los a sair da TARDIS, mas o Doutor pôde ver isso no scanner da TARDIS e exigiu que os professores fossem libertados. Em uma briga, o transe de Ian foi quebrado quando ele foi empurrado contra a TARDIS e a de Barbara se machucou quando ela foi jogada no chão. O começo do primeiro episódio também Ian confidenciou a Barbara que ele tinha medo de uma hora em que o Doutor fechasse a TARDIS sobre eles e saía como ele fez com Susan, ao que o Doutor, ouvindo, respondeu que haveria um aviso se eles deveriam se separar.
O'Brien acabara de sair da escola de teatro quando foi escalada como Vicki; foi seu primeiro trabalho de atuação na televisão. O diretor Christopher Barry originalmente queria Bernard Archard para o papel de Bennett / Koquillion, mas não conseguiu pegá-lo. Barry mais tarde lançaria Archard em The Power of the Daleks (1966). O papel foi para o ator australiano Ray Barrett, que Barry viu na TV e marcou em seu livro de atores que ele queria lembrar, e então ele "o tirou do livro" quando chegou a hora. Barrett interpretou Bennett como um "ser humano normal e reto" para não dar fim a ele. Para preservar o mistério, Koquillion foi creditado no primeiro episódio como sendo interpretado por "Sydney Wilson" - um nome composto pela equipe de produção em homenagem a dois dos criadores de Doctor Who, Sydney Newman e Donald Wilson. Essa foi a primeira instância de um codinome sendo usado nos créditos para esconder uma reviravolta em Doctor Who; a prática seria empregada mais tarde para esconder o aparecimento dos vilões Davros e o Mestre. Tom Sheridan forneceu a voz do capitão e também interpretou a Besta de Areia. Ele estava originalmente programado para interpretar um dos didonianos no final, mas por razões desconhecidas eles foram interpretados por dois extras não créditos, John Stuart e Colin Hughes.
The Rescue foi o primeiro em um novo bloco de produção de Doctor Who; o primeiro bloco de produção durou 52 semanas com um episódio filmado por semana, embora as duas últimas histórias, Planet of Giants e The Dalek Invasion of Earth, tenham sido retidas e a primeira temporada tenha terminado cedo. Como tal, houve uma pausa de seis semanas para o elenco regular antes do início de The Rescue. The Rescue usou a mesma equipe de produção da história seguinte, The Romans, e os dois foram combinados para formar um único bloco de produção de seis episódios. As gravações dos moldes ocorreram nos estúdios Ealing em 16 de novembro de 1965. Os moldes foram feitos por um modelista de fora chamado Shawcraft. Como eles não eram designers, o designer de Doctor Who, Raymond Cusick, desenhou o que ele queria que a espaçonave parecesse com mais detalhes do que normalmente teria. Ele puxou a nave espacial em voo, assim como naufragou para que pudessem visualizá-la dos dois. Cusick havia encontrado um material barato que ele chamava de "cartão duro", que era pintado de prata e usado para o lado de fora do veículo. O design de Koquillion foi baseado em um close-up de uma mosca.
Os ensaios do primeiro episódio ocorreram de 30 de novembro de 1964 a 3 de dezembro, com o episódio gravado em 4 de dezembro. Ford visitou os ensaios para conhecer O'Brien e desejar a sua sorte. Os ensaios para o segundo episódio aconteceram de 7 a 10 de dezembro de 1964, com o episódio gravado em 11 de dezembro. A gravação do primeiro episódio ultrapassou sua programação em quinze minutos. O templo de Dido era um grande conjunto que foi iluminado de tal forma a criar uma atmosfera escura; cortinas escuras e fumaça também foram usadas. Ao disparar na Besta da Areia de Vicki, Jacqueline Hill subestimou o poder da arma e disparou cedo demais; ela não foi gravemente ferida, embora tenha sofrido um choque e uma face dolorida porque ela explodiu em seu rosto. O som que a Besta da Areia faz enquanto morre foi modelado após o "barulho horrível" que um Dalek moribundo fez em The Daleks. Para economizar dinheiro, a pontuação é reutilizada de The Daleks, que Barry havia parcialmente direcionado. Ele selecionou peças dos episódios um e quatro até sete daquele arco.

## Transmissão e recepção
| Episódio | Título               | Duração | Exibição original    | Audiência no Reino Unido (milhões) | Arquivo  |
| -------- | -------------------- | ------- | -------------------- | ---------------------------------- | -------- |
| 1        | "The Powerful Enemy" | 26:15   | 2 de janeiro de 1965 | 12.0                               | 16mm t/r |
| 2        | "Desperate Measures" | 24:36   | 9 de janeiro de 1965 | 13.0                               | 16mm t/r |

The Rescue foi transmitido na BBC1 em duas partes semanais; o primeiro episódio foi ao ar em 2 de janeiro de 1965, com o segundo em 9 de janeiro. O primeiro episódio, "The Powerful Enemy", foi assistido por 12 milhões de telespectadores e foi o décimo primeiro programa mais assistido da semana. O segundo episódio, "Desperate Measures", foi assistido por 13 milhões de telespectadores e foi o oitavo programa mais assistido da semana. Este número foi maior do que a história anterior, The Dalek Invasion of Earth, que foi uma história longa. Os Índices de Apreciação do Público foram obtidos para os dois episódios e obtiveram 57 e 59 por cento, respectivamente.
Em 13 de dezembro de 1966, foi emitida uma ordem de retenção que incluía os dois episódios do The Rescue a serem mantidos pela BBC. No entanto, ambos os episódios foram eliminados, o primeiro em 17 de agosto de 1967 e o segundo em 31 de janeiro de 1969. Felizmente, a BBC Enterprises manteve os dois episódios e os devolveu à BBC em 1978.
Paul Cornell, Martin Day e Keith Topping escreveram sobre o arco no The Discontinuity Guide (1995), "Como um episódio para introduzir uma companheira, The Rescue apenas funciona, mas é inconsequente demais para sustentar qualquer interesse real." Pela The Television Companion (1998), David J. Howe e Stephen James Walker descreveram a história como "um dos melhores exemplos de drama dirigido por personagens deste período da história da série". Enquanto eles notaram que havia algumas partes inexplicáveis do enredo, eles sentiram que era geralmente crível e disseram que "Vicki realmente rouba o programa aqui". Em 2008, Patrick Mulkern, da Radio Times, descreveu The Rescue como uma "joia negligenciada", com uma forte estreia em Vicki e muitas melhorias na produção. Apesar disso, ele se perguntou "quão convincente a máscara de Bennett como Koquillion foi em 1965" como nos dias atuais parece "um pouco óbvio". Stuart Galbraith, do DVD Talk, achava que a história era "bastante forte", com um clímax e uma resolução "inteligentes, embora um tanto previsíveis", que funcionavam devido ao diálogo. O Den of Geek escreveu que o arco decepcionou apenas por sua "resolução fraca e conveniente" e forneceu um bom material para o elenco principal. O Dreamwatch deu ao The Rescue uma pontuação de 7 pontos em 10, chamando-o de uma "aventura sólida o suficiente", com um enredo leve, mas estimulante, que permitiu que Ian e Barbara fossem mais heroicos.

## Lançamentos comerciais

### Novelização
Uma novelização deste arco escrito por Ian Marter foi publicada pela Target Books em agosto de 1987. Marter morreu logo após completar o manuscrito. Foi posteriormente editado e publicado, com algum material novo acrescentado por Nigel Robinson, editor da linha Target Books. Uma leitura de áudio integral da novela, lida por O'Brien, foi lançada pela
AudioGo em 1 de abril de 2013.

### Lançamento em DVD
The Rescue foi lançado em 5 de setembro de 1994 em VHS com The Romans. Foi lançado em DVD em 23 de fevereiro de 2009, novamente com The Romans. A liberação na Região 1 ocorreu em 7 de julho de 2009.

### Novelização
- The Rescue, base de dados do lançamento no Internet Speculative Fiction Database (em inglês)